# H. Vincent Poor

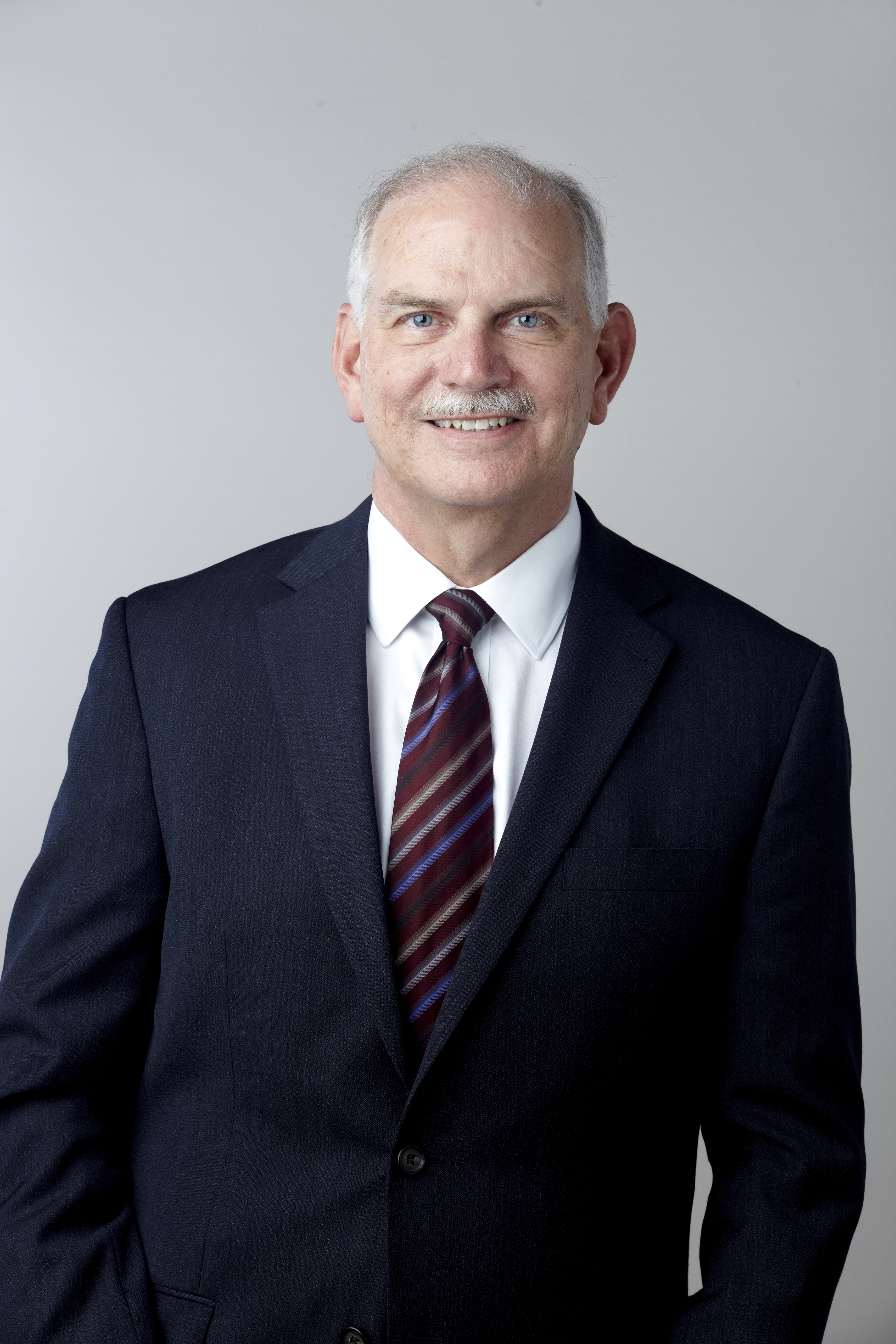
H. Vincent Poor (2014)

Harold Vincent Poor (* 1951 in Columbus, Georgia) ist ein amerikanischer Elektroingenieur, der sich vorrangig mit drahtlosen Übertragungsverfahren befasst. Er lehrt und forscht an der Princeton University.

## Werdegang
Vincent Poor wurde in Columbus geboren und studierte an der Auburn University in Alabama, an der er 1972 den Bachelor sowie 1974 den Master of Science im Fachbereich Elektrotechnik erlangte. Im Anschluss wechselte er an die Princeton University, an der er 1976 im gleichen Fach den Master of Arts erhielt und schließlich 1977 zum Ph.D. promoviert wurde. Als Postdoc nahm er 1977 eine Tätigkeit als wissenschaftlicher Mitarbeiter an der University of Illinois at Urbana-Champaign auf, wo er sieben Jahre später auf eine ordentliche Professur für Elektrotechnik und Technische Informatik (Professor of Electrical and Computer Engineering) berufen wurde. Zu seinen Doktoranden dort gehörte unter anderem Sergio Verdú.
Poor verblieb bis 1990 in Illinois, als er als Professor für Elektrotechnik an die Princeton University zurückkehrte. Diese Position hat Poor bis heute inne (seit 2005 unter dem Namen Michael Henry Strater University Professor of Electrical Engineering). Zudem gehört er der Leitung des Princeton Environmental Institute sowie des Andlinger Center for Energy and the Environment an, die sich jeweils mit den Schnittstellen von Energie- bzw. Elektrotechnik und Umweltschutz befassen. Darüber hinaus hat Poor seit 2004 eine Gastprofessur am Imperial College London inne.

## Wissenschaftliches Schaffen
Poor gilt als einer der führenden Ingenieure im Bereich der drahtlosen Übertragungsverfahren sowie der Signalverarbeitung, so gilt sein Buch „An Introduction to Signal Detection and Estimation“ als Referenz in diesem Fach. Einen weiteren Schwerpunkt seiner Tätigkeit bildet die Energietechnik, wobei er sich unter anderem mit intelligenten Stromnetzen und Energy Harvesting beschäftigt. Außerdem befasst er sich mit Informationstheorie und Informationssicherheit.
Poor war bisher an der Veröffentlichung von über 50 Büchern sowie über 500 Fachartikeln und an der Herausgabe von mehr als 25 Fachzeitschriften beteiligt. Ferner hat er in den USA 15 Patente angemeldet.

## Ehrungen
Poor wurde in eine Vielzahl von wissenschaftlichen Fach- und Ehrengesellschaften gewählt, darunter das IEEE (1987), die American Association for the Advancement of Science (1991), die National Academy of Engineering (2001), das Institute of Mathematical Statistics (2001), die Optical Society of America (2001), die American Academy of Arts and Sciences (2005), die Royal Academy of Engineering (2009), die National Academy of Sciences (2011), die Institution of Engineering and Technology (2012), die Royal Society of Edinburgh (2013), die Academia Europaea (2013), die Royal Society (2014), die Academy of Sciences for the Developing World (2015) und die Royal Society of Canada (2021). Außerdem wurde ihm die Alexander Graham Bell Medal des IEEE des Jahres 2017 zugesprochen.
Darüber hinaus ist Poor Träger der Ehrendoktorwürden der University of Edinburgh (2011), der Universität Aalborg (2012), der Hong Kong University of Science and Technology (2012), der Aalto-Universität (2014) sowie der Syracuse University (2017).